# Биполярная туманность

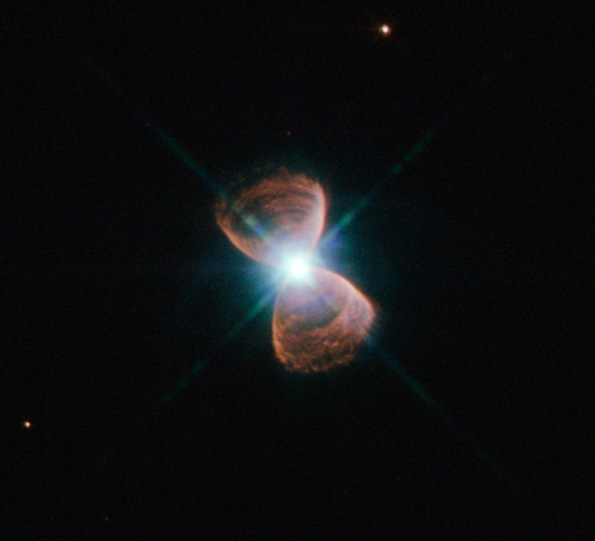
Биполярная туманность PN Hb 12

Биполярная туманность (англ. bipolar nebula) — туманность, имеющая форму двух лопастей.
Многие, хотя и не все, планетарные туманности имеют наблюдаемую биполярную структуру. Возможно, два типа туманностей связаны напрямую и сменяют друг друга в ходе эволюции туманности.

## Формирование
Хотя точные причины образования подобных структур неизвестны, возможно, они связаны с физическим процессом, называемым биполярным истечением (англ. bipolar outflow), при котором звезда выбрасывает струи с высокой энергий по направлению к обоим полюсам. Одна из теорий утверждает, что такие струи сталкиваются  с окружающим звезду веществом (звёздная пыль, оболочки вещества, сброшенные при вспышке сверхновой), в результате чего образуются куполообразные структуры в областях столкновения.

## Примеры

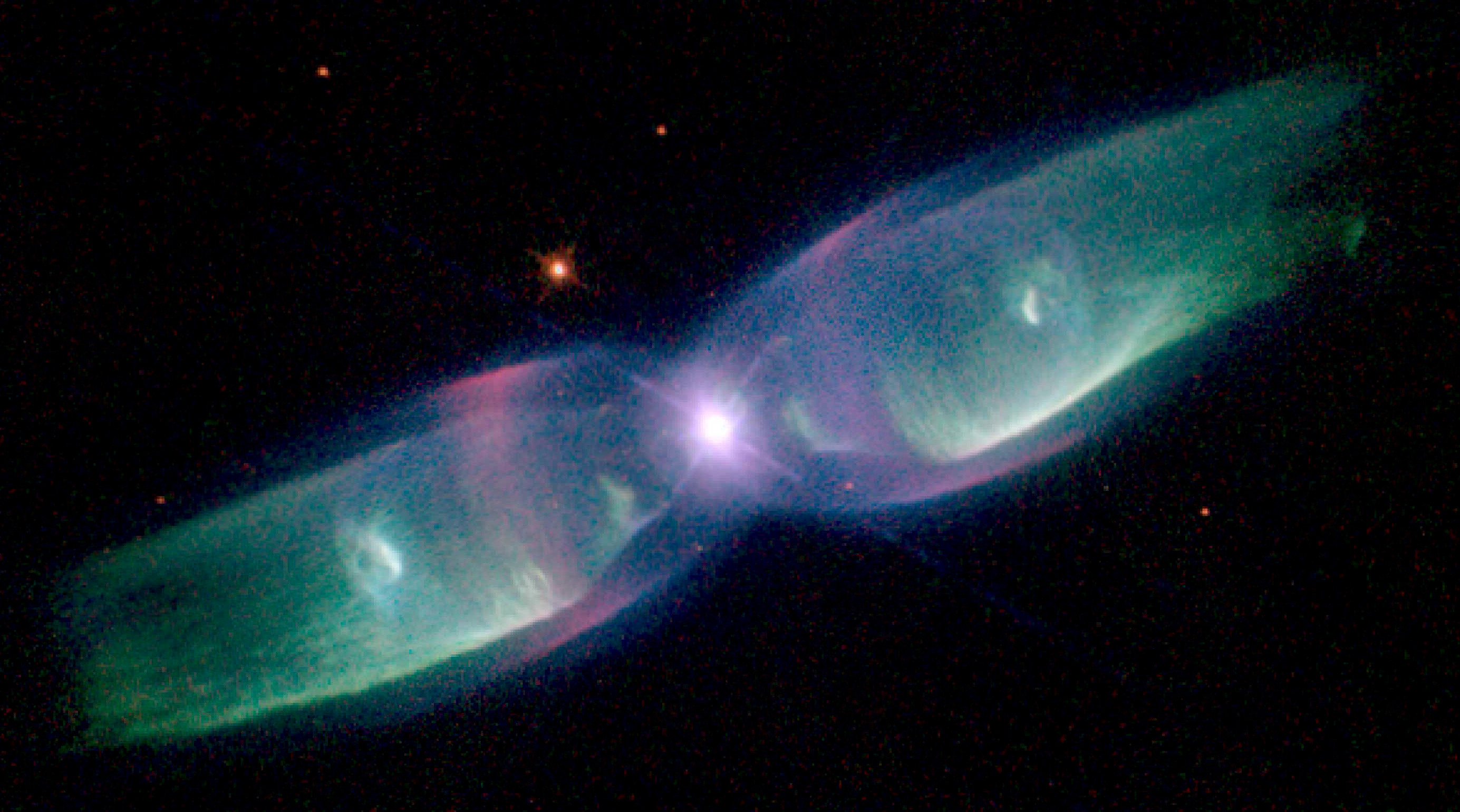
Планетарная туманность M2-9, также известная как туманность Крылья Бабочки, представляет собой хороший пример биполярной туманности

- Туманность Гомункул вокруг Эты Киля[2][3]
- Hubble 5[4]
- M2-9 —  туманность Крылья Бабочки[5]
- OH231.8+4.2 — туманность Тухлое Яйцо[6][7][7][8]
- Mz 3 (Menzel 3) — туманность Муравей[9][10]
- CRL 2688 — туманность Яйцо[11][12]
- HD 44179 — туманность Красный Прямоугольник[13][14]
- MyCn18 — туманность Песочные Часы[15][16]
- He2-104 — туманность Южный Краб[17][18]
- Туманность Бумеранг[19][20]
- NGC 2346[21]